# Onani
| Onani |
| --- |
| - Betydelse – stimulering av eget könsorgan - Etymologi – Onan i 1 Mos 38:8-9 (som ägnade sig åt coitus interruptus) - Olika verb – onanera eller masturbera, runka (om man), klittra (om kvinna) |

Onani eller masturbation är en sexuell självstimulering, det vill säga att stimulera det egna könsorganet i syfte att uppnå sexuell tillfredsställelse. Detta leder i många fall även till orgasm. Andra, mer vardagliga ord är att runka (om en man) och klittra (om en kvinna; jämför klitoris). För att förtydliga att onani är en typ av sex, har även ord som solosex, ensamsex och egensex lanserats.
Onani sker i regel utan sexuellt umgänge (samlag). Det kan dock även nyttjas i form av ömsesidig onani, när man under ett samlag (ofta med hand eller händer) samtidigt stimulerar varandras könsorgan utan behov av övrig kroppskontakt. Denna stimulans kan ingå i smeksex eller hångel.

## Etymologi
Ordet 'onani' kommer från Gamla testamentet, 1 Mos 38:8-9, där Onan ombeds äkta broderns änka och skaffa avkomma åt sin döde bror. Men när han var med broderns hustru, spillde han sin säd i jorden i stället för i broderns hustru, för att inte ge avkomma åt sin broder. Gud straffade Onan med döden för hans agerande. Onani är sålunda egentligen en beteckning på avbrutet samlag, coitus interruptus, i vilken betydelse ordet också har använts i svenska språket.
Onani i betydelsen masturbation är ett inlån från schweizerfranska, som en följd av den schweiziske läkaren Simon-Auguste Tissots uppmärksammade skrift om sjukdomar till följd av masturbation. Ingressen till hans boktitel år 1755 hade det missuppfattade ordvalet: "L'Onanisme". 'Runka' och 'runka av' hade tidigare den mer allmänna betydelsen av "skaka" och "rycka", men August Strindberg använde det 1884 i den moderna betydelsen. Runka i betydelsen "onanera" finns dock belagd i svensk text redan 1814.

## Historia

### Religion
I Gamla testamentet sägs att en man är oren till kvällen om han får sädesutgjutelse, oavsett om det sker i samlag eller på övrigt sätt, däremot nämns inte onani specifikt i den kontexten. Enligt den Romersk-katolska kyrkan och de Östortodoxa kyrkorna fördöms onani, eller masturbation, som synd. Liberalteologisk protestantism intar oftast en mer godkännande ståndpunkt.
Religiösa förkunnare har förr beskrivit onani som orena tankar som kan utgöra, eller leda till, synd och skada individens andlighet och relation till Gud och sin maka − även inom kristendomen fastän att onani inte nämns i Nya testamentet.

### Medicinska idéer
Läkare hade på 1800-talet den numera vederlagda uppfattningen omkring den så kallade självbefläckelselasten, om onani som ett sjukdomstillstånd. Tillståndet sades kunna försvaga nervsystemet och hela organismen, framkalla blindhet, blekhet, skygghet, avmagring, apati, livströtthet, hypokondri, hysteri samt "fånighet" eller galenskap. Onani kunde i värsta fall vara dödlig. Andra beteckningar var självbefläckelse och självtillfredsställelse. Under början av 1900-talet fanns uppfattningen att onani kunde leda till ryggmärgs- och sinnessjukdomar motbevisats, men det ansågs fortfarande att onani kunde leda den sexuella driften in på "abnorma banor", och bland annat leda till homosexualitet som på den tiden ansågs vara en psykisk sjukdom.
Inom judendom och islam har manlig omskärelse av unga pojkar en lång tradition, bland annat via religiösa påbud. Under 1800-talet spreds sedvänjan i USA och vissa andra engelskspråkiga länder, som ett sätt att motverka pojkars onani på grund dess påstått hälsovådliga effekter. Traditionen dog ut i de flesta engelskspråkiga länder, men särskilt i USA lever den kvar än idag på grund av att omskärelse tros ha positiva medicinska effekter. En av dem som förespråkade omskärelse – utan bedövning – som ett sätt att minska pojkars sexualdrift var John Harvey Kellogg, hälsoprofet och idag mest känd som mannen som uppfann cornflakes. För kvinnor ansåg Kellogg att ren karbolsyra struken på klitorisollonet hade samma sexualdämpande effekt.

### Långsam normalisering
I USA har det inte varit möjligt att bli diagnosticerad med onani som ett medikaliserat tillstånd sedan DSM 2 som kom ut 1968. De negativa åsikterna omkring onani har endast långsamt börjat förändras till något mer neutralt eller positivt laddat. Onani sker i regel privat och ses därför fortfarande ofta som något skamfullt, något man inte ska prata om. Det gamla "Händerna på täcket" syftar på att beröring och stimulans av ens egna könsorgan skulle vara onaturligt och ohälsosamt. Onani kan fortfarande ibland betraktas som en svaghet hos individen, som "måste" onanera på grund av brist på sexpartner. Det är dock vanligt att även personer i en parrelation fortsätter att onanera.
Numera (2000-talet) anses det allmänt att onani har fler positiva än negativa effekter, bland annat som ett sätt att utforska sin sexualitet i ett tryggt sammanhang, lätt kunna tillfredsställa sig själv och att det är enkelt (utan behov av att söka upp en sexpartner). Undersökningar visar att majoriteten av befolkningen i exempelvis Sverige ägnar sig åt onani, ofta eller mer sällan. Synen på onani varierar dock mellan olika kulturer, och i en del asiatiska och afrikanska kulturer ses den fortfarande som skadlig (samma länder brukar ha förbud kring homosexualitet).

## Bruk och funktion

### Biologi och effekter
Onani är frekvent förekommande hos personer av båda kön och i de flesta åldrar, men det finns stora individuella skillnader. 53 procent av männen och 18 procent av kvinnorna i åldern 16 till 44 rapporterade i en brittisk undersökning från 2007 att de hade onanerat under de senaste sju dagarna. 95 procent av männen och 72 procent av kvinnorna uppgav sig ha onanerat någon gång i sitt liv. Undersökningen visar en liten ökning bland kvinnor sedan äldre undersökningar.
Vanligen inleds onanin i den tidiga puberteten, ibland ännu tidigare; många upptäcker det av en slump under lek samt utforskande av könsorganet, och fortsätter med samma tekniker för masturbation under vuxenlivet. Vissa rapporter finns om onani så tidigt som hos 15 veckor gamla manliga foster.
I sexologisk litteratur beskrivs onani sedan 1900-talet som viktigt för att lära känna sin sexualitet, som ångestdämpande och som bra i en relation som komplement till sexuella aktiviteter, exempelvis när partnern inte kan eller vill. Det är väl belagt att onani dämpar mensvärk, stress och spänningar. Både onani och andra sexuella aktiviteter leder till utsöndring av hormonerna oxytocin (smärtlindrande) och endorfin (antidepressivt medel). Den avslappnande effekten hos sex motverkar sömnproblem. Onani hos män kan minska risken för prostatacancer. Genom att onanera kan särskilt kvinnor lättare lära sig att få orgasm, medan män kan lära sig hantera ett eventuellt problem med för tidig utlösning. Onani ökar flödet av testosteronet i kroppen, vilket stärker immunsystemet genom ökad tillgång på hormonet DHEA.
Onani beskrivs som normalt så länge det inte utförs offentligt eller blir ett tvångsmässigt beteende. Hos yngre barn (se även barns sexualitet) kan detta kopplas samman med en förvrängd och sexualiserad relation till vuxna (jämför pedofili och barnpornografi).

### Problematik och fantasier
Än idag kan onani vara ett tabubelagt ämne. Vissa förknippar det med skam och skuld, då det ofta innefattar fantasier om personer utanför sin egen relation med sin partner, och således kan ens partner då känna svartsjuka eller att uppleva sig avvisad från intimitet. Onani förekommer ofta i samband med konsumtion av pornografi, och negativa åsikter omkring det här mediet kan leda till skamkänslor (hos utövaren) och fördömanden. Människor söker ibland hjälp hos organisationer som SLAA när man uppfattar att hög onanifrekvens skapar problem, och om man tolkar det som utslag av hypersexuell störning eller överkonsumtion av pornografi.
Onanins koppling till personlig njutning gör att det är en ofta högt prioriterad aktivitet hos individen. Onanivanor kan starta tidigt och fortsätter oftast i vuxenlivet, inom eller utom pågående  romantiska relationer. Njutningsupplevelsen kan för många förhöjas genom fysiska eller psykiska hjälpmedel, inklusive sexleksaker, texter, bilder eller filmer som stimulerar kropp och hjärna. Ibland kan flitig konsumtion av yttre stimuli beskrivas som problematiskt, eftersom det anses kunna leda till ett beroende av dessa stimuli för sexuell upphetsning även i andra sammanhang. Onani är ofta tätt kopplat till sexuella fantasier kopplat till verkliga händelser eller upphetsande saker man sett (antingen man skulle vilja testa det i verkligheten eller inte). Engelskans slanguttryck spank bank (ibland på svenska "runkbank") syftar på det "arkiv" av upphetsande bilder eller situationer som hjärnans minnescentrum lagrat och som man kan ta fram och fantisera kring under onanerandet.

## Kvinnor och män

### Kvinnlig onani

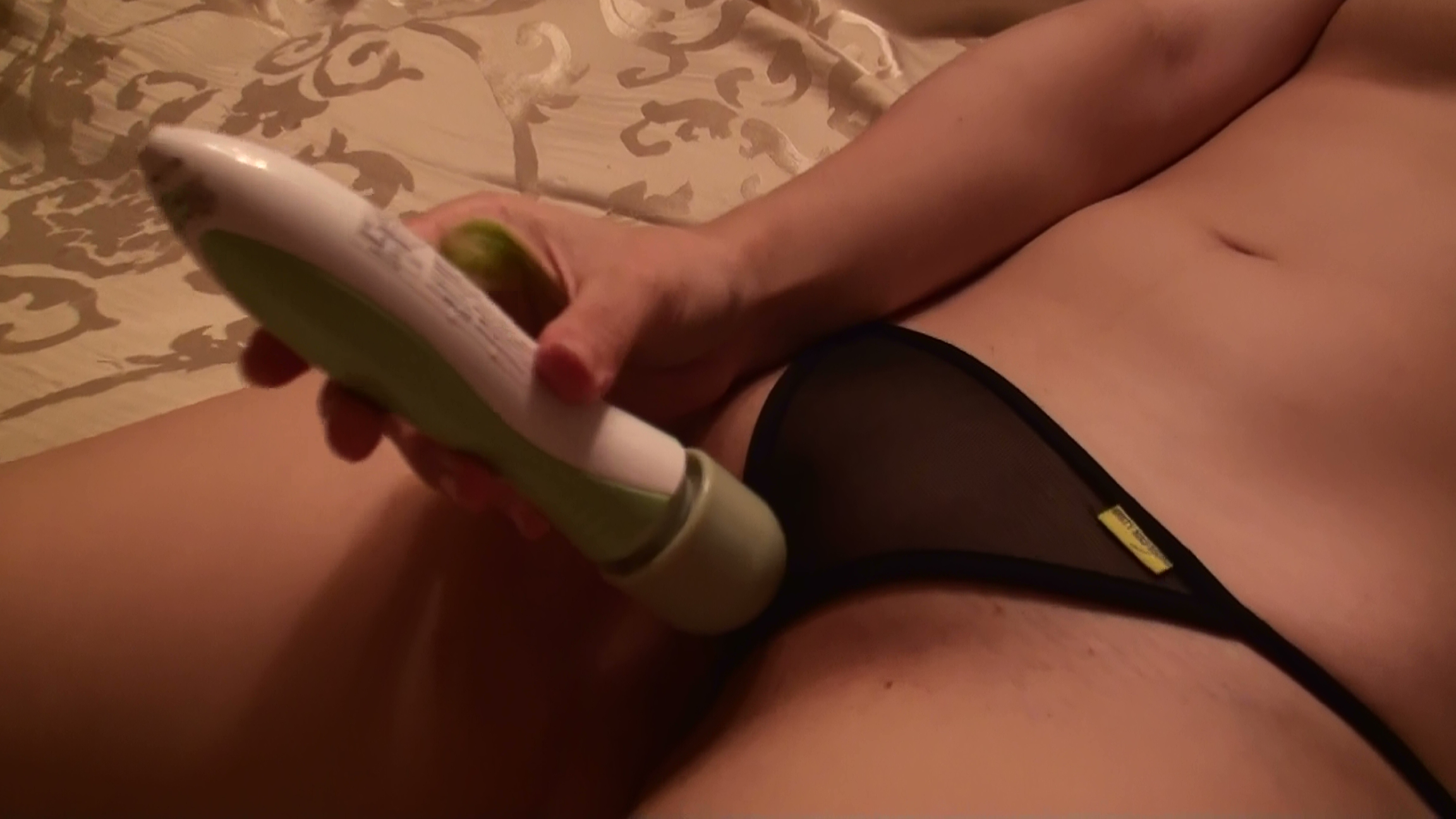
Kvinna som onanerar med hjälp av en vibrator.

Kvinnor smeker vanligen sina blygdläppar och klitorisollonet när de onanerar, men variationen är stor mellan olika kvinnor. De kan föra in ett eller flera fingrar i slidan (vagina) och massera, speciellt den främre slidväggen som är känslig för tryck. En del kvinnor upplever även njutning vid stimulans av anus. Det är vanligt att kvinnor smeker sina bröst och sin rumpa. Det kvinnliga onanerandet har ett antal olika specialyttryck, och man kan klittra, scrolla (skrolla), pulla eller fingra.
Många kvinnor njuter av tekniken att med fingrarna föra klitorishuvan upp och ner över klitorisollonet; detta motsvarar den kanske vanligaste manliga "runkmetoden". Ollonet är dock ett mycket känsligt organ, så en del undviker detta och stimulerar istället området runtom. Stimulans av klitorisskänklarna, vilka löper snett nedåt bakom de yttre blygdläpparna, ingår i många kvinnors onanivanor.
Som hjälpmedel kan kvinnan använda till exempel en dildo, vibrator eller handdusch för att stimulera klitoris och slidan. På senare år har marknaden för kvinnliga "sexleksaker" vuxit kraftigt, underlättat av hög synlighet via sexspalter i tidningar, tester i poddar och program som Ligga med P3 och Alla våra ligg. En undersökning från 2008 antydde att 50 procent av vuxna i de nordiska länderna ägde minst en sexleksak, och att det var något vanligare hos kvinnor.
Penetration är inte nödvändig vid kvinnlig onani; vanligast är att på olika sätt stimulera klitoris. Vanliga positioner inkluderar att ligga på rygg eller med ansiktet ner, sittande, på huk, knä eller stående. I sittande ställning kan kvinnan sitta grensle på en kudde, kanten eller hörnet av en säng, en partners ben eller något mjukt plagg och gnida sin vulva och klitoris mot det. I stående position kan en stol, hörnet av ett föremål eller en möbel användas för att stimulera klitoris.
När kvinnan onanerar blir slidan våt av utsöndrat sekret och blygdläpparna svullnar till följd av att de blodfylls, kvinnan blir därmed sexuellt upphetsad. Även klitoris svullnar och eftersom den består av samma vävnadstyp som mannens penis kan den också erigera och bli hård. Ofta fortsätter onanin tills orgasm uppnås. En del kvinnor kan få flera orgasmer i följd på kort tid, kallat multipla orgasmer.
En del kvinnor kan uppnå orgasm genom att korsa benen och sedan spänna benmusklerna hårt, varvid det skapas ett tryck hos det yttre könsorganet som frambringar en orgasm. Vissa föredrar att använda endast tryck applicerat på klitoris utan direkt kontakt, till exempel genom att gnida handflatan mot underkläder eller tjockare kläder.
Några få kvinnor kan få orgasm spontant efter att ha upplevt en särskild intellektuell stimulation av sexuell upphetsning, till exempel genom att lyssna till vissa musikstycken. Dessa mentala utlösningar har ofta anknytning till tidigare upplevelser av upphetsning och orgasm. Vissa kvinnor påpekar till och med att de kan uppnå orgasm spontant av egen vilja, men denna förmåga kan inte direkt klassas som onani eftersom ingen fysisk stimulering äger rum. Orgasmen i sig har också visat sig hjälpa mot sömnbesvär.
Sexterapeuter råder kvinnliga patienter att ta sig tid att onanera fram en orgasm, speciellt om de inte gjort det tidigare. 
Även läkare har börjat rekommenderar kvinnor att onanera regelbundet, eftersom det har visat sig att regelbundna orgasmer kan förebygga infektioner på egen hand i livmoderhalsen och minska premenstruell smärta.

### Manlig onani

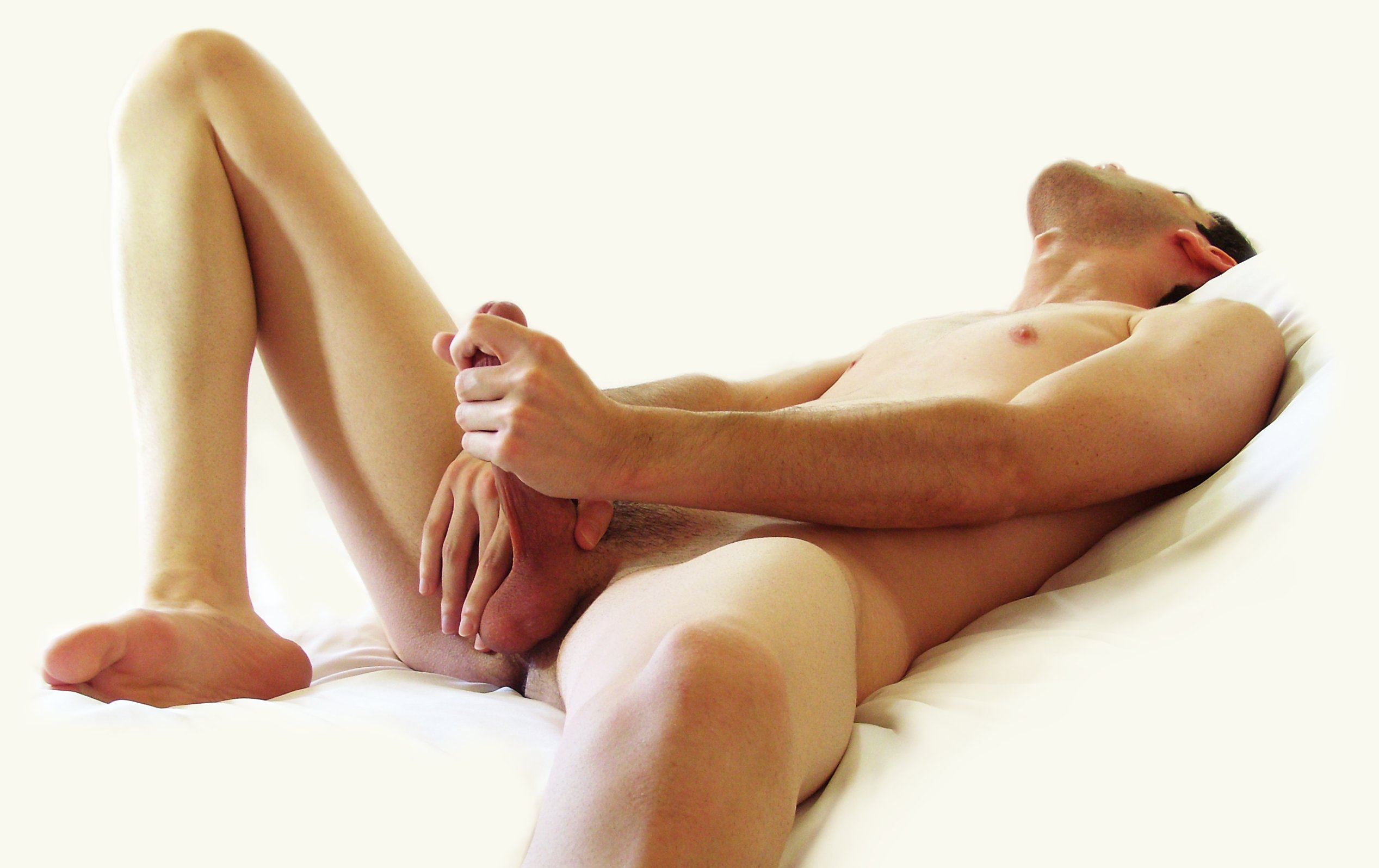
Manlig onani

Manlig onani består vanligen av att ollonet smeks då penis är erigerad, tills mannen når orgasm. Ofta sker detta genom att förhuden dras fram och tillbaka över ollonet, men även omskurna män kan onanera; glidmedel är då ofta till stor hjälp.
Särskilt den känsliga undersidan av ollonet smeks, till exempel genom att omsluta det med pekfingret, medan de andra fingrarna kan omsluta resten av penis. Smekningarna består av en pendlande rörelse, ungefär 3 per sekund och en amplitud på bara någon centimeter räcker till. Dessa siffror kan dock variera stort från individ till individ.
Stor variation finns på hur onani utförs. Det är inte ovanligt att även smeka pungen och anus. Vissa män för även in fingrar och/eller dildoar eller andra hjälpmedel i anus för ökad stimulans.
Det finns vetenskapliga undersökningar som tyder på att ofta förekommande ejakulation, exempelvis som ett resultat av onani, kan minska risken för prostatacancer. Nyligen kom också en studie som pekade på det motsatta, att överdriven frekvens av onani eller annan form av sexuell aktivitet kan öka risken för prostatacancer. Dock hade gruppen som onanerade ofta även mer sex och fler partners än gruppen som onanerade sällan, vilket kan tyda på att det är samlag med flera partners som ökar risken. Skillnaderna mellan grupperna var minimala, enligt forskarna själva, som avrådde från total avhållsamhet.